# Tora Pors
Tora Pors, född 22 juli 1913 i Vejle i Danmark, död 26 november 2000 i Lidingö, var en danskfödd glaskonstnär och målare, som var verksam i Sverige från ungefär 1945.
Tora Pors växte upp i Vejle och utbildade sig på Kunstakademiet i Köpenhamn. Hon studerade senare vidare för Otte Sköld på Konstakademien i Stockholm. Hon flyttade till Lidingö 1947 och bodde i torpet Öskure nedanför Lidingsberg vid Lilla Värtan in i hög ålder. Hon var knuten som formgivare på Kalmar Glasbruk 1947–1954. På glashyttan arbetade hon ofta med en teknik som kallas "glavering" efter glasbrukets ägare och konstnärliga ledare Arnold Glave (1907–1997). Den består i att med hjälp av bunsenbrännare gjuta in färgat glas från glasstavar i mönster som dekoration på ett varmt glasföremål och ovanpå det lägga en ny yta av klarglas. Hennes egen stil kallades myricaglas efter Myrica gale, det vetenskapliga namnet för pors.
Hon målade och tecknade ofta Lidingömotiv. Tora Pors är gravsatt i minneslunden på Lidingö kyrkogård.